# Asphalt 9: Legends
Asphalt Legends Unite (Anteriormente chamado de Asphalt 9: Legends) é um jogo eletrônico de corrida desenvolvido pela Gameloft Barcelona e publicado pela Gameloft. Lançado em 25 de julho de 2018, é a nona sequência principal da série Asphalt. Em comparação com os jogos anteriores, existem vários recursos novos e aprimorados, como uma linha de carros de prestígio e oficiais, novos esquemas de controle, como por exemplo o modo de piloto automático chamado Touch Drive, novos modos de corrida, e o "shockwave nitro" reintroduzido de Asphalt 6: Adrenaline. Além disso, seus gráficos são considerados significativamente melhorados em comparação com o seu antecessor de 2013, Asphalt 8: Airborne.
Versões em mídia física foram lançadas também, para PS5 e Nintendo Switch  chamada de The Superchargerged edition, sendo que a do Nintendo Switch não acompanha cartucho, sendo exclusiva do mercado europeu.

## Jogabilidade
A jogabilidade no Asphalt Unite é semelhante ao Asphalt 8: Airborne, com diferenças visíveis nos gráficos e no design. Havia 48 carros em destaque no jogo quando lançados suavemente, mas o lançamento mundial viu a introdução de quatro carros novos, levando a 52 carros. Atualmente, existem Mais de 100 carros em julho de 2020. Como seu antecessor, cada um dos carros pertence a uma classe que apresenta progressivamente maior desempenho e raridade: D, C, B, A,S. O jogador começa com um carro da classe mais baixa (Classe D), o Mitsubishi Lancer Evolution X. Todos os carros do jogo agora precisam de "projetos" para serem desbloqueados e, posteriormente, "arrancar", com cada um deles com algo entre 3 e 6 estrelas. Para cada nova estrela, a capacidade de desempenho do carro é aumentada (ao custo de uma quantidade menor de tanque de combustível). Cada carro também pode ser personalizado com o novo recurso de editor de carros. Ao desbloquear um carro, o jogador pode escolher entre algumas cores oficiais de estoque. Depois que o carro é estrelado pelo menos uma vez, o jogador pode criar cores personalizadas de pintura para o corpo, jantes e pinças de freio para a maioria dos modelos. Alguns modelos também permitem peças de carbono no capô, porta-malas e asas. Vários carros também são conversíveis (eles podem ser convertidos de teto fechado para teto aberto), como o BMW Z4 LCI E89 e McLaren 570S. Introduzido na atualização de verão de 2019, vários carros como o Mercedes-AMG poderiam ter pneus especiais e alterações na carroceria adicionadas ao carro. Também novos na série são os "clubes", onde até 20 jogadores podem, de forma colaborativa, marcar "pontos de reputação" para obter recompensas. Quanto mais pontos de reputação a pontuação do clube, melhores recompensas, desde créditos a projetos de carros.
O jogo também apresenta "nitro shockwave", retornando de Asphalt 6: Adrenaline e Asphalt 7: Heat. Quando o jogador tem uma barra nitro cheia e toca duas vezes no botão Nitro, um pulso roxo é liberado do veículo enquanto a velocidade do carro aumenta. Nas plataformas móveis, o Asphalt 9 possui três esquemas de controle: Inclinar para Dirigir, Tocar para Dirigir e o novo "Touch Drive", no qual o jogador seleciona rotas e acrobacias deslizando para a esquerda e direita. Nos dispositivos Windows 10, o Touch Drive e os controles manuais podem ser usados com o teclado; ou com inclinação para dirigir, se o dispositivo tiver uma tela sensível ao toque e um acelerômetro.
No jogo, existem três modos de jogo: Carreira, Multijogador e Eventos. No modo carreira, o jogador completa "capítulos" para um jogador, cada um composto por várias séries de corridas focadas em uma determinada classe ou fabricante de carros. No Multiplayer, o jogador compete contra outros jogadores online em tempo real. Nos Eventos, o jogador participa de uma competição diária ou semanal para vencer o tempo de outros jogadores ou ganhar outros itens.
O jogo apresenta várias pistas de corrida em novos locais: Cairo, Himalaia, Centro-Oeste dos EUA, Escócia e Caribe. Ele também recupera cinco locais dos jogos anteriores da série: San Francisco, Roma, Nova York, Xangai e Osaka.

## Lançamento
O jogo foi lançado pela primeira vez para iOS como um lançamento limitado em 26 de fevereiro de 2018 nas Filipinas e depois na Tailândia em 22 de março de 2018. Mais tarde, foi lançado para Android como um lançamento limitado, em 17 de maio de 2018 nas Filipinas.
Em 6 de junho de 2019, a Gameloft anunciou que o jogo estaria disponível no Nintendo Switch. A porta foi lançada em 8 de outubro de 2019. Havia um modo em que você pode jogar offline com amigos e familiares com controladores diferentes, mas era necessário ganhar uma certa quantidade de sinalizadores de carreira para desbloquear o Modo Off-line. Havia controles Joy-Con e controles Touchscreen na tela portátil. Joy-Con significava ter dois controladores conectados de cada lado e usar os dois para jogar.  Em 17 de julho de 2024 a atualização "Unite" veio também a possibilidade de jogar no PS4 e PS5.

## Recepção
O Asphalt Unite recebeu críticas positivas após o lançamento, com os novos gráficos e design visual sendo quase unanimemente elogiados como uma grande melhoria em relação aos antecessores da série, mas houve respostas contraditórias ao sistema de progressão, incluindo sua monetização hostil e sistemas de "energia". A IGN o declarou como o "jogo ideal de arcade/corrida" elogiando principalmente os gráficos.
O jogo foi um sucesso de público ganhando mais de 4 milhões de download. O jogo ganhou o prêmio na categoria de "Jogo de esportes" no Webby Awards de 2019.